# Чилтон, Томас
Томас Чилтон (англ. Thomas Chilton; 30 июля 1798 — 15 августа 1854) — американский священник и политик, член Палаты представителей Конгресса США от штата Кентукки.

## Биография
Томас Чилтон родился возле Ланкастера (Кентукки) в семье священника Томаса Джона Чилтона и Маргарет Бледсо. После окончания школы женился и готовился стать баптистским священником. Одновременно изучал право вместе с дядей Джесси Бледсо (будущим сенатором), после чего открыл практику в Овингсвилле. В 1819 году Чилтон был избран в Палату представителей штата Кентукки. Он поддерживал президента Эндрю Джексона. В 1828 году был избран в Палату представителей Конгресса США.
В Вашингтоне Чилтон жил в одном пансионате вместе с Дэвидом Крокеттом — представителем от Теннесси. Чилтон и Крокетт стали друзьями и единомышленниками. Они оба разочаровались в политике Джексона и в 1830 году вышли из его партии. В том же году Чилтон проиграл выборы, но в 1833 году вернулся в Палату представителей Конгресса. В 1834 году в Филадельфии вышла книга «Повествование о жизни Дэвида Крокетта из штата Теннеси, написанное им самим». Чилтон принимал участие в создании этой книги.
В 1839 году Чилтон переехал в Талладигу (Алабама). Здесь жил его брат Уильям Пэриш Чилтон, который был избран в законодательное собрание штата. Чилтон продолжил адвокатскую практику, а также служил как баптистский священник. В 1841 году он стал президентом Алабамской баптистской конвенции. После того, как в 1842 году умерла его жена, он снова женился. Он служил как священник в алабамских городах Монтгомери, Гринсборо и Ньюберн. В 1851 году он уехал из Алабамы в Хьюстон (Техас), но в 1853 году вернулся в Монтгомери. В 1854 году Чилтон умер от сердечного приступа.
В честь его сына Лисиаса назван город Чилтон в Техасе. Его внук Хорас Чилтон стал сенатором США.

## Примечание
1. 1 2  Geni (мн.) — 2006.
2. ↑  The Kentucky Encyclopedia.
3. ↑  James Atkins Shackford. David Crockett: The Man and the Legend. University of Nebraska Press, 1994. P. 90.